# Hřebenářové z Hřebene
Hřebenářové z Hřebene představovali jednu z větví hraběcího rodu Harrachů. V roce 1543–1547 se zmiňuje Václav Hřebenář z Hřebene a jeho bratr Jan. V roce 1543 byli ještě nezletilí. Jejich otcem byl Václav z Hřebene. Václavovi bratři byli Markvart Hřebenář z Hřebene, Purkart Hřebenář z Hřebene a Lipolt Hřebenář z Hřebene. Rod Hřebenářů vymřel v roce 1725. V erbu měli tři pštrosí péra s koulí.